# Nagynyíres
Nagynyíres (románul: Mireșu Mare) falu Romániában, Máramaros megyében.

## Fekvése
Máramaros megyében, Erdőszádától délre, a Szamos folyó jobb partján fekvő település.

## Története
Nyírjes a Kusalyi Jakcs család ősi birtoka volt.
1460-ban a Kusalyi Jakcs család a falut zálogba adta a Drágfiaknak, de nem sokkal később visszavette tőlük.
A 16. században a települést is a Kővárvidékhez csatolták.
A 16. században a birtokot a gróf Teleki család kapta meg adományként.
A 20. század elején Teleki László Gyula a nagyobb birtokosa a településnek.
A település az 1900-as évek elején még Szatmár vármegyéhez tartozott.

## Nevezetességei
- Görögkatolikus templom - 1888-ban épült.